# Ronnie Scott’s Jazz Club

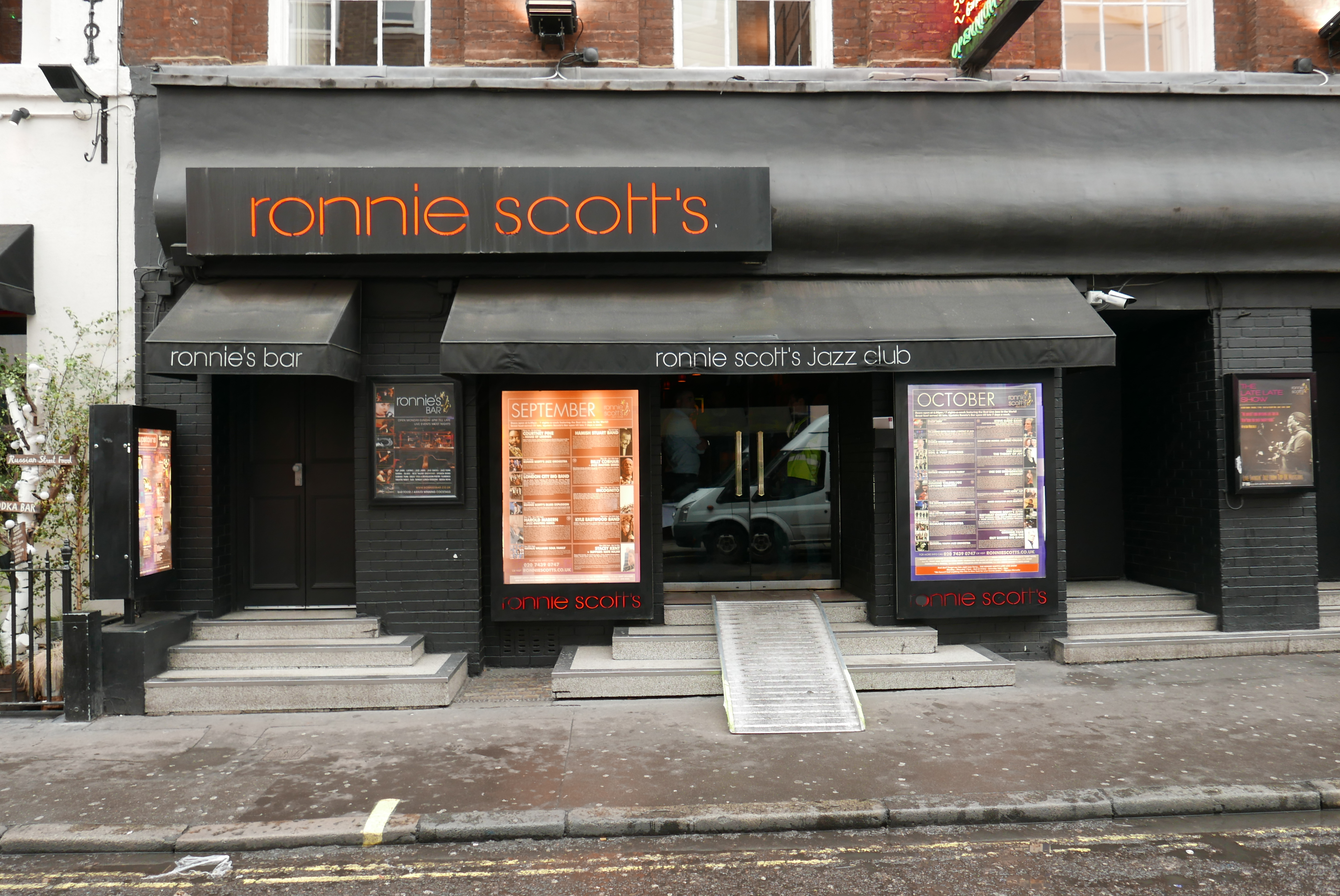
Ronnie Scott’s Jazz Club (2017), 47 Frith Street, London

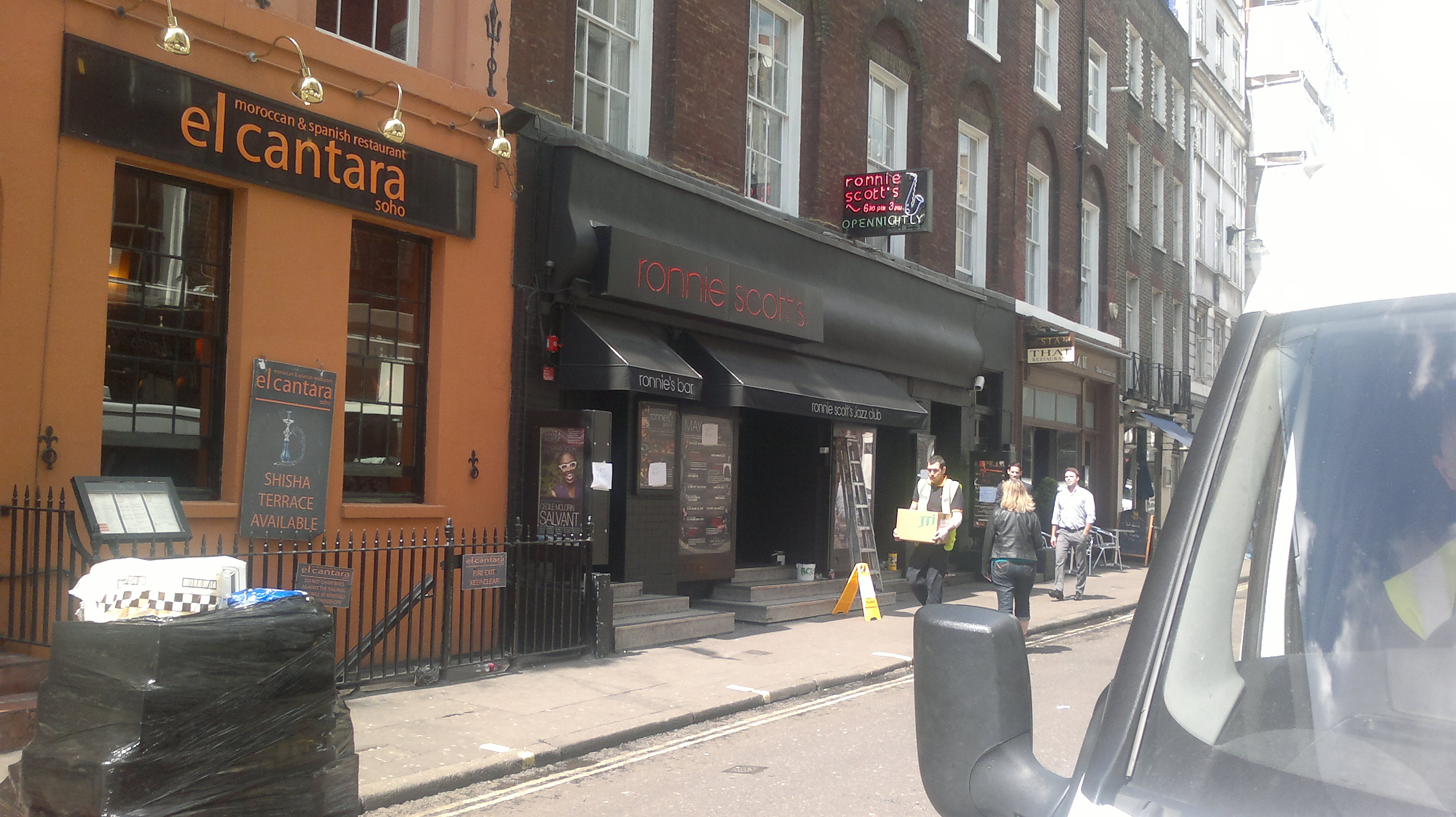
Ronnie Scott’s Jazz Club (2014)

Ronnie Scott’s Jazz Club ist ein seit 1959 bestehender, bekannter Jazz-Club in London.

## Geschichte
Der Club eröffnete am 30. Oktober 1959 in einem Kellergeschoss der Gerrard Street 39 im Londoner Soho-Distrikt. Eigner und Geschäftsführer waren die Jazzmusiker Ronnie Scott und Pete King. Im Jahr 1965 zog man in größere Räumlichkeiten in der nahe gelegenen Frith Street 47. Das ursprüngliche Lokal blieb bis zum Auslaufen der Pacht 1967 in Gebrauch für die Nachwuchsarbeit des Jazzclubs.
Zoot Sims war der erste transatlantische Gastmusiker im Jahre 1962. Ihm folgten zahlreiche weitere Musiker (häufig Saxophonisten, die Scott und King, die selber Tenorsaxophonisten waren, bewunderten, etwa Johnny Griffin, Lee Konitz, Sonny Rollins, Sonny Stitt). Viele UK-Jazzmusiker waren ebenfalls regelmäßig zu Gast, darunter Tubby Hayes und Dick Morrissey, die beide oft für Jamsessions mit den Gaststars dazukamen. Mitte der 1960er war Ernest Ranglin der Hausgitarrist. Hauspianist bis 1967 war Stan Tracey. Für annähernd 30 Jahre war Ronnie Scott’s Gastgeber für ein Weihnachtskonzert von George Melly und John Chiltons „Feetwarmers“. Ronnie’s war auch der Ort von Jimi Hendrix’ letztem  Live-Auftritt am 16. September 1970 (gemeinsam mit Eric Burdon) zwei Tage vor Hendrix’ Tod am 18. September 1970.
Scott übernahm gewöhnlich die Rolle des Master of Ceremonies. Er war „(in)famous“ für sein Repertoire an Witzen, Anzüglichkeiten und Sprüchen. Nach Scotts Ableben führte King den Club weitere neun Jahre, bevor er ihn im Juni 2005 an die Theaterunternehmerin Sally Greene verkaufte.
Als sich der Musikclub 1985 in finanziellen Schwierigkeiten befand und vor der Schließung stand, organisierte Rolling Stones-Schlagzeuger Charlie Watts, der ein großer Liebhaber der Jazz-Musik war, ein Benefizkonzert mit einem 33-köpfigen Orchester unter seiner Leitung, dem bekannte Musiker angehörten wie Gail Ann Dorsey. Das Benefizkonzert fand direkt im Ronnie Scott’s Jazz Club statt.
2009 wurde „Ronnie Scott’s“ von einer Jury des Brecon Jazz Festivals als einer der zwölf wichtigsten Jazz-Veranstaltungslokale in Großbritannien benannt, und erreichte in der Wahl des Publikums den dritten Preis.

## Hausmusiker
Viele der im Ronnie Scott’s auftretenden Gastmusiker sind Solisten, die ohne ihre eigene Rhythmusgruppe tourten oder als Mitglieder größerer Bands einen Abstecher einlegten. Daher brauchten sie die Hausband, um sie zu begleiten. Gelegentlich waren diese identisch mit den Mitgliedern diverser Bands, die Ronnie Scott leitete. Die Daten können dabei überlappen.
Viele waren schon beim Eintritt oder wurden später zu führenden Gestalten der britischen Jazzszene. Seit 2006 bestehen „The Ronnie Scott’s Allstars“ aus Nachwuchstalenten der britischen Jazzszene, darunter die drei regelmäßigen Musiker des Hauses, James Pearson, Sam Burgess und Chris Dagley.
Schlagzeuger
- Phil Seamen – Hausdrummer von 1964 bis 1968.[5]
- Allan Ganley – Hausdrummer von 1964 bis 1967, der US-Amerikaner wie Stan Getz, Art Farmer und Roland Kirk begleitete.[6]
- Tony Oxley – Hausdrummer von 1966 bis 1972. Begleitete u. a. Joe Henderson, Lee Konitz, Charlie Mariano, Stan Getz, Sonny Rollins und Bill Evans.[7]
- Martin Drew – Hausdrummer von 1975 bis 1995.
- Chris Dagley – Hausdrummer von 2006 bis 2010.

Pianisten
- Eddie Thompson – Hauspianist 1959–1960
- Stan Tracey – Hauspianist von 1959 bis 1974[7]
- Gordon Beck – Hauspianist von 1968 an[7]
- John Critchinson – Hauspianist von 1978 bis 1995. Begleitete Chet Baker, George Coleman, James Moody, Joe Henderson und Johnny Griffin.
- James Pearson – Hauspianist seit 2006.

Weitere Instrumente
- Ernest Ranglin – Hausgitarist 1964/65
- Kenny Naper, Malcolm Cecil, Rick Laird und Lenny Bush – Hausbassist[7]
- Sam Burgess – Hausbassist seit 2006.

Weitere regelmäßig auftretende Musiker seit 2006
Steve Rushton (Drums), Alex Garnett (Sax), Alistair White (Posaune), Gary Baldwin (Hammond), Al Cherry (Gitarre), Matt Home (Drums), Alan Barnes (Sax), Natalie Williams (vocals), Ralph Salmins (Drums), Arnie Somogyi (Bass), Mark Smith (Bass), James Nisbet (Gitarre), Pete Long (Sax), Gerard Presencer (Trompete), Dave O’Higgins, Nina Ferro, Alec Dankworth, Steve Fishwick und andere.

## Im Club aufgenommene Live-Alben
- 1963–65: Live in London vols 1 & 2 – Tubby Hayes
- 1964: Live at Ronnie Scott’s 1964: The Punch – Ben Webster
- 1964/65: There and Back –  Dick Morrissey Quartet (veröffentlicht 1997)
- 1965: Sonny Stitt / Live at Ronnie Scott’s – Sonny Stitt and the Dick Morrissey Quartet. Aufgenommen im Mai 1965.
- 1965: Live at Ronnie Scott’s – Wes Montgomery
- 1966: Blossom Time at Ronnie Scott’s – Blossom Dearie
- 1967: Sweet Blossom Dearie – Blossom Dearie
- 1969: Live at Ronnie Scott’s – Kenny Clarke/Francy Boland Big Band
- 1971: Dynasty (Live At Ronnie Scott’s) – Stan Getz
- 1972: Rich in London – Buddy Rich Big Band
- 1974: Ella in London – Ella Fitzgerald
- 1977: Ronnie Scott’s Presents Sarah Vaughan Live – Sarah Vaughan
- 1980: Complete Live at Ronnie Scott’s 1980 – Bill Evans
- 1980: Buddy Rich Live at Ronnie's – Buddy Rich
- 1980: Live at Ronnie Scott’s – Mike Carr and His Trio Featuring Jim Mullen and Harold Smith – Mike Carr
- 1980: Blues for the Fisherman – Milcho Leviev Quartet, featuring Art Pepper
- 1980: True Blues – Milcho Leviev Quartet, featuring Art Pepper
- 1983: Live at Ronnie Scott’s – Weekend
- 1984: Live at Ronnie Scott’s – Nina Simone
- 1986: Live at Ronnie Scott’s – Chet Baker
- 1986: Live at Ronnie Scott’s – Chico Freeman
- 1986: Live at Ronnie Scott’s, London – Anita O’Day
- 1988: Live at Ronnie Scott’s – Curtis Mayfield
- 1988: I Gotta Right to Sing (live at Ronnie Scott’s) – Marion Montgomery
- 1988: Live at Ronnie Scott’s – Roy Ayers
- 1988: The Legendary Irakere in London – Irakere
- 1989: The London Concert – George Russell's Living Time Orchestra
- 1990: Live at Ronnie’s – John Dankworth Big Band
- 1991: Felicidad – Irakere
- 1992: Fourth World: Recorded live at Ronnie Scott’s Club
- 1994: Speed Trap – Peter King Quintet featuring Gerard Presencer
- 1995: How Long Has This Been Going On – Van Morrison, Georgie Fame und Pee Wee Ellis
- 1995: A Change of Seasons – Dream Theater
- 1998: Live at Ronnie Scott’s – Shakatak
- 2000: Ronnie Scott’s Jazz House – Arturo Sandoval
- 2001: Soho Live. At Ronnie Scott’s – Peter Green
- 2002: 2 Ts for a Lovely T – Cecil Taylor
- 2004: Watts at Scott’s – Charlie Watts Performing This Week...Live at Ronnie Scott’s
- 2004: Live at Ronnie Scott’s  – Taj Mahal
- 2004: Live in London – Yusef Lateef
- 2005: MF Horn VI – Live at Ronnie’s – Maynard Ferguson
- 2005: Just Ahead – Mike Gibbs Band
- 2005: Live at Ronnie Scott’s  – Lisa Stansfield
- 2006: Live at Ronnie Scott’s – Jamie Cullum
- 2007: Live at Ronnie Scott’s – Jeff Beck
- 2007: Dolly Bird – Liane Carroll
- 2010: Dancing on Frith Street – Loose Tubes
- 2010: A Christmas Carol – National Youth Jazz Orchestra
- 2011: At Ronnie Scott’s Jazz Club – Soft Machine
- 2011: Unreleased Art Vol. VI: Blues for the Fisherman – Art Pepper–
- 2015: Live from Ronnie Scott’s – Brand X
- 2017: Live at Ronnie Scott’s – Nitin Sawhney
- 2018: The Last Night at the Old Place – Mike Westbrook
- 2018: Live at Ronnie Scott’s – Norah Jones
- 2020: Live at Ronnie Scott’s – Bill Laurance
- 2020: Weekend in London – George Benson
- 2022: The Lost Album from Ronnie Scott’s – Charles Mingus